# 獐山駅
獐山駅（チャンサンえき）は、大韓民国慶尚北道醴泉郡にかつて存在した韓国鉄道公社の駅である。

## 歴史
- 1969年1月17日 - 開業。
- 1974年1月25日 - 廃止。

## 隣の駅
韓国鉄道公社
慶北線
普門駅 - 獐山駅 - 魚登駅